# Жардињера
Жардињера (фр. jardinière = женски род од именице вртлар) је већа декоративна посуда за биљке у врту, парку или ван зелених простора (улица, трг) где служе да се унесе део природе у високо артифицијелни простор. Постоје и мање посуде за ентеријере за цветне аранжмане које носе исти назив.

## Дизајн
Жардињере су разноврсних облика и величина. Обично су од керамике, али и од других материјала (дрвета, метала, камена, озидане циглом...). Савремене жардињере често су од бетона, вештачког камена или пластичних маса. Високо декоративне жардињере могу да буду вртни акцент, посебно ако су уз то запремином прилагођене великим биљкама. Битна особина коју жардињера мора да испуни је добра дренажа, која се постиже отворима на дну или моћним слојем шљунка или туцаника (код већих). Запремина жардињере треба да одговара корену биљке, и боље је да су веће од димензија које корен достоже када је биљка потпуно развијена. Већа запремина значи и избалансиранији водно-ваздушни режим супстрата и могућност ређег заливања.

## Предности гајења биљака у жардињерама
Гајење биљака у жардињерама може да прошири асортиман у врту на биљке које у земљишту врта не би могле да успевају. На пример ацидофите, у вртовима са алкалним земљиштем или обрнуто, као и на врсте које нису пролагођене ниским температурама па се током зиме уносе у заштићени простор.
Жардињере немају само значај са аспекта очувања и унапређења животне средине на местима где нема земљишта већ у великој мери доприносе лепшем изгледу простора. Поред тога оне имају и своју практичну функцију. У визуелном смислу обезбеђују раздвајање саобраћајних трака, а да при томе не угрожавају прегледност возила и семафора. Уз то жардињере имају улогу заштите одрећених површина у граду - тргова, скверова, посебних градских зона, тротоара итд. У Београду има око 2500 жардињера од којих је 490 висећих. Биљни материјал се у жардињерама у току једне године мења три пута: упролеће, лети и ујесен.

## Историјат
Пракса да се мање жбунасте врсте гаје у посудама - жардињерама развијена је за време Рамзеса III и без сумње су је касније преузели римски завојевачи, и моду пренели у Рим. Још касније коришћење украсних посуда раширило се током ренесансе по Европи и задржало до данаc.
У Старом Риму љубав према зеленилу гајили су и најсиромашнији слојеви што се огледа у минијатурним вртовима грађанских кућа и инсула. Било је великих посуда за биљке, украсних урни. Ово је очигледно била пракса у Помпејима где су минијатурни вртови 2,25m х 0,45m (у ствари жардињере за прозор) били визуелно повећавани сликаним зидом или оградом.
Вртна уметност италијанске ренесансе, поред осталог, одликовала се увек правилном основом као што је још два века раније предлагао Пјетро Крешченци. Зелени масиви су били оживљени скулптурама, а балустраде и степеништа оивичени биљкама у жардињерама. Сличан статус жардињере су имале и током барока. Њихов значај је појачан популарношћу агрума који нису могли да презиме на отвореном, па су гајени у жардињерама које су преко лета биле изношене у екстеријер, а зими у посебно изграђене стакленике – оранжерије. Из периода барока је и версајска жардињера - сандук која се и данас често користи при реконструкцији класичних паркова.
Пејзажни (енглески) вртови, супротстављајући се формалним стиловима који им претходе, одбацују жардињере као вештачке елементе у природном пределу коме теже, да би током XX века жардињера поново добила на значају посебно ван зелених простора.
Далекоисточни вртови који теже природном стилу врло ретко користе посуде за биљке, са изузетком бонсаи култура. Арапски вртови, напротив, чак и најједноставнији имају најмање једну лепо обликовану фонтану, цело двориште је обично поплочано, а дрвеће, жбуње и/или цвеће је у великим посудама - жардињерама.

## Жардињере у ентеријеру
У XIX веку жардињере су често биле део ентеријера викторијанске Енглеске и других европских земаља. Најчешће су имале метални, ређе дрвени, сталак са три ноге и посуду која се одвајала. Цвеће у овим жардињерама било је обично вештачко да би почетком XX века током сецесије (Art Nouveau) било замењено природним. У исто време јавља се још један облик жардињере који заузима централно место на свечано постављеном столу. Она је издуженог облика и служи за аранжмане од природног цвећа. Често се састоји од сребрног или посребреног сталка у који се улаже посуда најчешће од стакла.